# Clara Anhuth
Clara Wilhelmine Emilie Anhuth (* 3. Januar 1856 in Danzig, Preußen; † 31. Juli 1941 ebenda) war eine deutsche Schriftstellerin und Bibliothekarin.
Anhuth wurde als Tochter des Buchhändlers Th. Anhuth in Danzig geboren. Im Jahr 1876 eröffnete sie in Danzig eine Leihbibliothek, die sie mehrere Jahrzehnte lang führte. Anhuth schrieb humoristische Werke, die teilweise auch in Zeitungen, unter anderem in Süddeutschland, veröffentlicht wurden. 

## Werke
- Lustige Geschichten. Maeder, Leipzig 1898.
- Wie ich Radfahrerin wurde und anderes. Maeder, Leipzig 1901, (1901)[2]
- Aus Rübezahls Reich. Reiseskizzen aus dem Riesengebirge. Zeuner, Danzig 1905.
- Meine Heimat. (1920)[3]

## Belege
1. ↑  Standesamt Danzig: Sterberegister. Nr. 1842/1941.
2. ↑  Kein Exemplar nachweisbar
3. ↑  Kein Exemplar nachweisbar

| Personendaten    | Personendaten                                        |
| ---------------- | ---------------------------------------------------- |
| NAME             | Anhuth, Clara                                        |
| ALTERNATIVNAMEN  | Anhuth, Clara Wilhelmine Emilie (vollständiger Name) |
| KURZBESCHREIBUNG | deutsche Schriftstellerin und Bibliothekarin         |
| GEBURTSDATUM     | 3. Januar 1856                                       |
| GEBURTSORT       | Danzig                                               |
| STERBEDATUM      | 31. Juli 1941                                        |
| STERBEORT        | Danzig                                               |